# SMS Adria
La SMS Adria è stata una fregata a propulsione mista vela-vapore della k.u.k. Kriegsmarine in servizio tra il 1857 e il 1888, e che partecipò alla battaglia di Lissa del 1866 durante la terza guerra d'indipendenza italiana.

## Storia
La costruzione della fregata lignea SMS Adria, fu ordinata presso il Cantiere San Marco, dei fratelli Tonello di Muggia e l'unità fu impostata nel 1855, venendo varata il 24 novembre 1856 alla presenza dell'Imperatore Francesco Giuseppe I e della sua consorte, l'imperatrice Elisabetta, che si trovavano sulla corvetta Kaiserin Elisabeth. Completata nel 1857, entrò in servizio effettivo nella k.u.k. Kriegsmarine il 1º luglio dello stesso anno. La nave disponeva di un armamento velico su tre alberi a vele quadre, più bompresso e randa, con 2.711 m² di superficie velica, e di una macchina motrice a cilindro orizzontale. L'armamento era composto da 4 obici da 60 libbre, 24 mortai da 30 libbre, 3 pezzi a retrocarica da 24 libbre, 2 pezzi da 4 libbre.
Il 20 dello stesso mese lasciava la rada di Trieste per partecipare alle manovre estive della Squadra navale, effettuando scali a Brindisi, Napoli, Livorno, Alessandria d'Egitto, Corfù, e ritornando a Fiume il 29 settembre.
Nell'aprile 1859, durante la seconda guerra d'indipendenza italiana, operò nel Canale di Spignon ed a Malamocco durante il blocco della laguna di Venezia. Nel 1861 prese parte al blocco di Durazzo, e nel 1863 assunse il compito di nave scuola per i Cadetti di marina.
Nel 1866, dopo lo scoppio della terza guerra d'indipendenza italiana, fu assegnata alla Seconda Divisione, allora comandata dal commodoro Anton von Petz, della Squadra navale del contrammiraglio Wilhelm von Tegetthoff.
Il 20 luglio 1866, al comando del Fregattenkapitän Adolf Daufalik partecipò alla battaglia di Lissa nel corso della quale i suoi cannoni spararono 221 colpi, mentre la fregata ne incassò 27 che causarono la perdita di 2 uomini dell'equipaggio, mentre 3 rimasero feriti gravemente, e 2 feriti leggermente.
Il 1º ottobre 1868 salpò per una eseguire una crociera di istruzione con i cadetti della Marineakademie di Fiume. Partita da Fiume, sostò a Pola, Messina, Napoli, Zara, Lissa, rientrando quindi al porto di partenza.
Poco tempo dopo venne trasformata in nave per la Scuola di artiglieria di Pola e lì inviata per scopi di istruzione.
Il 1º agosto 1870 fu disarmata ed iscritta definitivamente nel registro delle unità non operative con il ruolo di nave scuola. Nel dicembre 1872 vennero sbarcate le caldaie, i fumaioli, la macchina motrice, l'elica e tutto l'armamento, mentre il ponte venne coperto da una tettoia.
Per i successivi 18 anni operò in quel servizio, ed il 1º ottobre 1888 fu radiata e mandata alla demolizione.

### Annotazioni
1. ↑  In tedesco per i nomi delle navi, "SMS" significa Seiner Majestät Schiff ("Nave di Sua Maestà").
2. ↑  Subito dopo il varo l'Imperatore insignì Giuseppe Tonello della Croce di Cavaliere e gli operai assegnò una gratifica di 500 corone cadauno.
3. ↑  Allora composto da 1 pezzo da 150 mm con affusto su slitta, 16 pezzi da 150 mm su affusto in legno, 4 pezzi da sbarco da 70 mm, e 1 pezzo da 70 mm imbarcato su una lancia armata.

### Fonti
1. ↑  Gogg 1974, p. 29.
2. 1 2 3 4 5 6 7 8 9 10  Agenzia Bozzo.
3. 1 2 3 4  Gogg 1974, p. 46.